# Bayou La Batre
Bayou La Batre er en by i den sydvestlige del af staten Alabama i USA. Byen har 2.204 (2020) indbyggere og ligger i det amerikanske county Mobile County. Den blev grundlagt i 1786 .

## Bayou La Batre i populærkulturen
I filmen Forrest Gump har Forrest sin rejebåd, Jenny, liggende i Bayou La Batre.

## Ekstern henvisning
- Wikimedia Commons har flere filer relateret til Bayou La Batre
- Officiel hjemmeside